# Tarik El Jarmouni
Tarik El Jarmouni (Mohammedia, 30 dicembre 1977) è un ex calciatore marocchino, di ruolo portiere.

## Carriera

### Club
Ha giocato gran parte della propria carriera in Marocco, conquistando 3 campionati e 5 coppe nazionali.

### Nazionale
Con la Nazionale marocchina ha preso parte ai giochi Olimpici del 2000, oltre alla Coppa d'Africa 2002 e 2004.

## Palmarès

### Competizioni nazionali
- Campionato marocchino: 4

FAR Rabat: 2005, 2008
Raja Casablanca: 2009, 2011
- Coppa del Marocco: 6

Wydad Casablanca: 2001
FAR Rabat: 2004, 2007, 2008, 2009
Raja Casablanca: 2012
- Campionato ucraino: 1

Dinamo Kiev: 2002-2003
- Coppa d'Ucraina: 1

Dinamo Kiev: 2002-2003

### Competizioni internazionali
- Coppa delle Coppe d'Africa: 1

Wydad Casablanca: 2002
- Coppa della Confederazione CAF: 1

FAR Rabat: 2005